# Hypnofabronia
Hypnofabronia là một chi rêu trong họ Fabroniaceae.